# نیلز فیشر
نیلز فیشر (انگلیسی: Nils Fischer؛ زادهٔ ۱۴ فوریهٔ ۱۹۸۷) بازیکن فوتبال اهل آلمان است.
از باشگاه‌هایی که در آن بازی کرده‌است می‌توان به باشگاه فوتبال زاربروکن، باشگاه فوتبال اسنابروک، و باشگاه فوتبال آرمینیا بیله‌فلد اشاره کرد.